# Пам'ятник Костянтину Ушинському (Київ)
Пам'ятник Костянтину Ушинському — пам'ятник українському педагогу Костянтину Ушинському в Києві у сквері на розі Чоколівського бульвару та Лондонської вулиці; встановлений у 1974 році. 
Автори — скульптор Олександр Скобликов, архітектор А. Ігнащенко.

## Опис
Бронзове погруддя встановлене на постаменті з полірованого граніту і триступеневому стилобаті. Загальна висота монументу — 3,6 м.
Ретельно відтворено риси зовнішності — коротка густа широка борода, довге хвилясте волосся, насуплені брови, зосереджений погляд, міцно стиснуті вуста. Реалістична пластика, чітка фронтальність композиції та виразний зріз погруддя, що підкреслює широкі плечі, надають образу внутрішньої напруги, а пам'ятникові в цілому — художньої виразності та переконливості. На чоловому (накладними металевими літерами) і тильному (викарбувано) боках постаменту розміщено анотаційні написи, на зворотньому боці погруддя викарбувано дату спорудження та прізвище скульптора